# Le radeau de la Méduse (film)
Le radeau de la Méduse (Het vlot van de Medusa) is een film van regisseur Iradj Azimi die uitgebracht werd in 1998.
Het scenario is gebaseerd op het echte verhaal van de schipbreukelingen van het Franse fregat 'La Méduse' en op Théodore Géricaults schilderij Het vlot van de Medusa.

## Verhaal
1816. Na de Slag bij Waterloo, wordt Lodewijk XVIII van Frankrijk op de troon geïnstalleerd. Vanuit Rochefort vertrekt het fregatschip "Méduse" naar Senegal. Het bevel is in handen van commandant Chaumareys. De toekomstige gouverneur van Senegal, Schmaltz, reist mee, samen met zijn vrouw Reine en hun dochter. Op deze officiële expeditie ontstaat  heel snel een klimaat van verdenking en haat. Spanningen tussen commandant Chaumareys en luitenant Coudein barsten los. De onverstandige houding van Chaumareys veroorzaakt de stranding van de "Méduse". De bevoorrechte passagiers, onder wie Chaumareys, Schmaltz en zijn familie, worden geëvacueerd op reddingsbootjes, veertig zeelieden en de soldaten moeten zich op een vlot weten te redden.

## Rolverdeling
| Acteur              | Personage                                      |
| ------------------- | ---------------------------------------------- |
| Jean Yanne          | Commandant Hugues Duroy de Chaumareys          |
| Daniel Mesguich     | Luitenant Jean-Daniel Coudein                  |
| Claude Jade         | Reine Schmaltz                                 |
| Philippe Laudenbach | Julien Schmaltz                                |
| Alain Macé          | Henri Savigny                                  |
| Rufus               | 'Harmonica', de soldaat-musicus                |
| Michel Baumann      | Alexandre Corréard, het hoofd van de bemanning |
| Victor Garrivier    | Antoine Richefort                              |
| Laurent Terzieff    | Théodore Géricault                             |
| Jean Desailly       | La Tullaye                                     |
| Bernard La Jarrige  | Bonnefoux                                      |